# Cryptocarya weinlandii
Cryptocarya weinlandii är en lagerväxtart som beskrevs av Karl Moritz Schumann. Cryptocarya weinlandii ingår i släktet Cryptocarya och familjen lagerväxter. Inga underarter finns listade i Catalogue of Life.